# جيرالدو روتشا بيريرا
جيرالدو روتشا بيريرا هو لاعب كرة قدم برازيلي في مركز الوسط، ولد في 22 مارس 1994 في ماناوس في البرازيل. لعب مع نادي ناوتيكو.

## وصلات خارجية
- جيرالدو روتشا بيريرا على موقع قاعدة بيانات كرة القدم.إي يو (الإنجليزية)
- جيرالدو روتشا بيريرا على موقع Soccerway.com (الإنجليزية)